# 11371 Camley
A 11371 Camley (ideiglenes jelöléssel 1998 QO38) a Naprendszer kisbolygóövében található aszteroida. A LINEAR projekt keretében fedezték fel 1998. augusztus 17-én.